# Yemanja
Yemanja is een geslacht van kreeftachtigen uit de klasse van de Ostracoda (mosselkreeftjes).

## Soorten
- Yemanja coimbrai (Brandão, 2005)
- Yemanja hawkae (Maddocks, 1990)
- Yemanja rocas (Brandão, 2005)
- Yemanja youngi (Brandão, 2005)